# В лучах славы
«В лучах славы» (англ. Friday Night Lights, дословно — «Огни пятничного вечера») — спортивная драма режиссёра Питера Берга, вышедшая на экраны в 2004 году. Фильм основан на книге журналиста Гарри Биссингера Friday Night Lights: A Town, a Team, and a Dream.

## Сюжет
Действие происходит в 1988 году. Фильм рассказывает о событиях, происходивших с футбольной командой школы Permian из городка Одесса (Техас) на пути в финал чемпионата штата. Тренер Гэри Гейнс построил тактику дружины с расчетом на действия своей главной звезды — талантливого нападающего Буби Майлза. Однако в первой же игре сезона этот игрок получает тяжелую травму. Теперь команда и её тренер должны перестроиться и пройти через ряд испытаний, чтобы достичь столь желанного успеха.

## В ролях
- Билли Боб Торнтон — тренер Гэри Гейнс
- Конни Бриттон — Шарон Гейнс
- Лукас Блэк — Майк Уинчелл
- Гаррет Хедлунд — Дон Биллингсли
- Дерек Люк — Джеймс «Буби» Майлз
- Джей Эрнандес — Брайан Чавес
- Ли Джексон — Айвори Кристиан
- Ли Томпсон Янг — Крис Комер
- Тим Макгро — Чарльз Биллингсли
- Конни Купер — миссис Уинчелл
- Эмбер Хёрд — Мария

## Награды и номинации
- 2004 — премия Американского института кино за лучший фильм года.
- 2005 — премия ESPY Award за лучший фильм о спорте.
- 2005 — номинация на премию MTV Movie Award за прорывную мужскую роль (Тим Макгро).
- 2005 — номинация на премию «Молодой актёр» за лучший семейный фильм — драму.